# Harham (Wurmsham)
Harham ist ein Gemeindeteil der Gemeinde Wurmsham niederbayerischen Landkreis Landshut.

## Lage
Der Weiler Harham liegt in der Gemarkung Pauluszell etwa 2,75 Kilometer südwestlich von Wurmsham und sechs Kilometer südöstlich von Velden zwischen dem Harhamer Graben und dem Kiepfer Bach.

## Kapelle
Die Wegkapelle nördlich des Ortes bei Weibering ist ein kleiner, massiver Satteldachbau, wohl aus der Mitte des 19. Jahrhunderts. Sie steht unter Denkmalschutz und ist in die Liste der Baudenkmäler in Wurmsham eingetragen.

## Bevölkerungsentwicklung

Harham 7

Um 1871 gab es in Harham 37 Einwohner. Im Mai 1987 lebten dort 29 Einwohner in neun Wohngebäuden.
| Jahr      | 1871 | 1925 | 1950 | 1970 | 1987 |
| Einwohner | 37   | 32   | 39   | 22   | 29   |